# مقالات نقدية (أورويل)
'مقالات نقدية' (1946) عبارة عن مجموعة من القطع الفنية التي تعود إلى زمن الحرب بقلم جورج أورويل. ويضمن مجموعة متنوعة من المواضيع في الأدب الإنجليزي، ويتضمن أيضًا بعض الدراسات الرائدة في الثقافة الشعبية. وقد نالت استحسان النقاد، واعتبرها أورويل أحد أهم كتبه.

## المحتويات
- تشارلز ديكنز

نشر لأول مرة في داخل الحوت ومقالات أخرى (1940).
- الصحف الأسبوعية للبنين

نُشر لأول مرة بشكل مختصر في هوريزون، في مارس 1940. وأعيد طبعه في داخل الحوت ومقالات أخرى (1940).
- ويلز، وهتلر والدولة العالمية

الرد على إتش جي ويلز دليل العالم الجديد.
نشر لأول مرة في مجلة الأفق، في أغسطس 1941. 
- فن دونالد ماكجيل

نشر لأول مرة في مجلة هوريزون في فبراير 1942. 
- روديارد

رد على اختيار شعر كيبلينج، حرر بواسطة T. إس إليوت.
نشر لأول مرة في مجلة هوريزون في فبراير 1942. 
- د. ب. ييتس

استعراض V. ك. نارايانا مينون تطور ويليام بتلر ييتس.
نشر لأول مرة في مجلة هوريزون في يناير 1943. 
- فائدة رجال الدين: بعض الملاحظات عن سلفادور دالي

رد على الحياة السرية لسلفادور دالي.
وفقًا لملاحظة كتبها أورويل، فإن "منفعة رجال الدين" ظهرت نوعًا من الظهور الوهمي في كتاب السبت لعام 1944. وكان الكتاب مطبوعًا عندها، حيث قرر هاتشينسون أنه يجب حذف هذا المقال بسبب الفحش، وبالتالي تم حذفه من كل نسخة، على الرغم من أنه كان من المستحيل إزالة عنوانه من جدول المحتويات لأسباب فنية." فنجت عدة نسخ، بما في ذلك نسخة أورويل من هذا الاستئصال.
- آرثر كويستلر

لم يُنشر قبل مقالات نقدية.
- رافلز وملكة جمال بلانديش

نشر لأول مرة في مجلة هوريزون في أكتوبر 1944. 
- دفاعًا عن ص. جي وودهاوس

نشر لأول مرة في طاحونة الهواء، رقم. 2، في يوليو 1945. 

## النشر
في أواخر عام 1944، بدأ أورويل، الذي كان يشعر بالقلق بشأن سرعة زوال نشر المجلات، في جمع مجلد من أفضل مقالاته.  حيث ظهرت المجموعة الناتجة تحت بصمة هارفيل سيكر في 14 من فبراير 1946، بطبعة بلغت 3028 نسخة. وفي شهر مايو التالي، صدرت طبعة ثانية مكونة من 5632 نسخة، مع بعض التصحيحات الطفيفة. كما نُشرت الطبعة الأمريكية المكونة من 5000 نسخة في أبريل 1946 بواسطة "رينال وهيتشكوك"، وأعيدت تسميتها "ديكنز ودالي وآخرون: دراسات في الثقافة الشعبية". وطبعت طبعة ورقية للغلاف حيث أسقطت العنوان الفرعي.

## المواضيع
وصفت دعاية مغالى فيها للطبعة الأولى بعض المقالات بأنها "من بين المحاولات القليلة جدًا التي تمت في إنجلترا لدراسة الفن الشعبي بجدية". حيث اعتقد أورويل أن الثقافة الشعبية التي تبدو تافهة، مثل خيال الجريمة والبطاقات البريدية المصورة، وقصص بيلي بينتر، حيث أنها تستحق الدراسة بسبب الضوء الذي تلقيه على المواقف المعاصرة. وبتطبيق هذا النهج على الموضوعات التي تم تناولها في "مقالات نقدية" كان يميل إلى العثور على أنها أظهرت أن ابتكارات عصره قاسية وعديمة الشعور مقارنة بالإنسانية القديمة للأشكال الشعبية التقليدية.
وموضوع آخر وهو الأسلوب الأدبي، الذي اعتقد أورويل أنه النتيجة الحتمية لرؤية كاتبه للعالم والرسالة التي أراد إيصالها. واعتبر اللغة الإنجليزية في الأربعينيات في حالة انحطاط، ورأى أن الخطاب السياسي كان فاسدًا حتمًا نتيجة لذلك.

## الاستقبال النقدي
كتب أورويل قبل أن يكمل سن "التسعة والثمانون"، حيث قال أنه يعتقد أن "المقالات النقدية" هي أحد أهم ماكتبه الثلاثة، إلى جانب "مزرعة الحيوانات" و تحية إلى كاتالونيا.  وأيضًا رأى معاصروه في عالم النقد مزايا الكتاب إلى حد كبير. حيث قام الصحفي توسكو فيفيل بكتابة في "تريبيون"، فلقد أشاد بأورويل باعتباره "شخصية وطنية وناقد وساخر وصحفي سياسي"، بينما اختلف مع وجهة نظر أورويل بأن حكومة أتلي كانت ملتزمة بإنشاء مجتمع اشتراكي بالكامل. وفي الصحيفة الكاثوليكية، استنكرت إيفلين ووه بسبب افتقار أورويل إلى الشعور الديني، ولكنها كتبت أيضًا أن المقالات "تمثل في أفضل حالاتها النزعة الإنسانية الجديدة للرجل العادي"، وأن أورويل كان "الأكثر حكمة" من بين النقاد الجدد. ميدلتون موري، والذي انتقد أيضًا أورويل، حيث وصف أورويل وسيريل كونولي بأنهما أكثر النقاد موهبة في جيلهم الخامس. واعتبر المقالات "أمثلة رائعة للأنثروبولوجيا السياسية المطبقة على الأدب من قبل عقل غير مطابق". ورأى إريك بنتلي الكتاب على أنه "تحية لليبرالية القرن التاسع عشر"، ومثل إرفينغ هاو، حيث اعتقد أنه يمثل أورويل في أفضل حالاته. وأما إدموند ويلسون فهو الناقد الذي قارن معظم الكتابين بأورويل، حيث وصفه بأنه "الأستاذ المعاصر الوحيد" في النقد الاجتماعي، وأشاد به على شجاعته في رفض المعتقدات التقليدية السائدة، وعلى "أسلوبه النثري الذي يتميز بالبساطة". فكلاهما صريح ومنضبط". كما وأيدت دراسة حديثة لأعمال أورويل بالنسبة لرأيه العالي بأهميتها، واصفا إياها بـ "أورويل في أفضل حالاته"، وهو الكتاب الذي "أظهر موهبة أورويل في إيجاد معنى عميق في الأمور التافهة"،  بينما قال "برنارد كريك" إن مقالات أورويل "قد تشكل ادعاءه الدائم بالعظمة ككاتب".

## الهوامش
1. ↑  Orwell & Angus 1970، vol. 1، ص. 504.
2. ↑  Orwell & Angus 1970، vol. 1، ص. 531.
3. ↑  Orwell & Angus 1970، vol.2، ص. 172.
4. ↑  Orwell & Angus 1970، vol. 2، ص. 195.
5. ↑  Orwell & Angus 1970، vol. 2، ص. 229.
6. ↑  Orwell & Angus 1970، vol. 2، ص. 317.
7. ↑  Davison، Peter، المحرر (1998). I Have Tried to Tell the Truth: 1943–1944. The Complete Works of George Orwell. Volume 16. London: Secker & Warburg. ص. 233. ISBN:0436203707. مؤرشف من الأصل في 2024-05-10. اطلع عليه بتاريخ 2013-10-04.
8. ↑  Orwell & Angus 1970، vol. 3، ص. 282.
9. ↑  Orwell & Angus 1970، vol. 3، ص. 260.
10. ↑  أورويل & أنجوس 1970، vol. 3، ص. 403.
11. 1 2  Rodden & Rossi 2012، صفحة 70.
12. ↑  Davison، Peter، المحرر (1998). Smothered Under Journalism: 1946. The Complete Works of George Orwell. Volume 18. London: Secker & Warburg. ص. 104–105. ISBN:043620374X. مؤرشف من الأصل في 2024-05-10. اطلع عليه بتاريخ 2013-10-04.
13. ↑  "George Orwell: An Exhibition from the Collection of Daniel J. Leab Brown University, Fall 1997". John Hay Library: Collections. Brown University Library. 2001. مؤرشف من الأصل في 2023-12-30. اطلع عليه بتاريخ 2013-10-04.
14. ↑  Davison، Peter (18 ديسمبر 2012). "Dickens – first and last". The Orwell Society. مؤرشف من الأصل في 2013-10-08. اطلع عليه بتاريخ 2020-06-09.
15. 1 2  Crick 1994.
16. ↑  Rodden، John (2009) [1989]. George Orwell: The Politics of Literary Reputation. New Brunswick, N.J.: Transaction. ص. 307. ISBN:978-0765808967. مؤرشف من الأصل في 2017-02-28. اطلع عليه بتاريخ 2012-10-06.
17. ↑  Giraldi، William (11 أغسطس 2013). "Orwell: Sage of the Century". New Republic. مؤرشف من الأصل في 2024-03-25. اطلع عليه بتاريخ 2013-10-06.
18. ↑  Greene، Donald (1990). "Graham Greene and Evelyn Waugh – "Catholic novelists"". في Meyers، Jeffrey (المحرر). Graham Greene: A Revaluation. London: Macmillan. ص. 23. ISBN:0333458958. مؤرشف من الأصل في 2024-05-11. اطلع عليه بتاريخ 2013-11-03.
19. ↑  مايرز 1997، صفحات 23, 220.
20. ↑  Meyers، Jeffrey (2 سبتمبر 2003). Edmund Wilson: A Biography. London: Constable (نُشِر في 1995). ص. 272–273. ISBN:0395689937. مؤرشف من الأصل في 2022-04-07. اطلع عليه بتاريخ 2013-11-03.
21. ↑  رودن & روسي 2012، صفحة 70.